# لويس ديميتريو
لويس ديميتريو (بالإسبانية: Luis Demetrio)‏ هو كاتب أغاني ومغني مكسيكي، ولد في 21 أبريل 1931 في ماردة في المكسيك، وتوفي في 17 ديسمبر 2007 في كويرنافاكا في المكسيك.

## وصلات خارجية
- لويس ديميتريو على موقع IMDb (الإنجليزية)
- لويس ديميتريو على موقع ميوزك برينز (الإنجليزية)
- لويس ديميتريو على موقع أول ميوزيك (الإنجليزية)
- لويس ديميتريو على موقع أول ميوزيك (الإنجليزية)
- لويس ديميتريو على موقع أول ميوزيك (الإنجليزية)
- لويس ديميتريو على موقع أول ميوزيك (الإنجليزية)
- لويس ديميتريو على موقع أول ميوزيك (الإنجليزية)
- لويس ديميتريو على موقع أول ميوزيك (الإنجليزية)
- لويس ديميتريو على موقع ديسكوغز (الإنجليزية)